# Brandschüttungsgrab

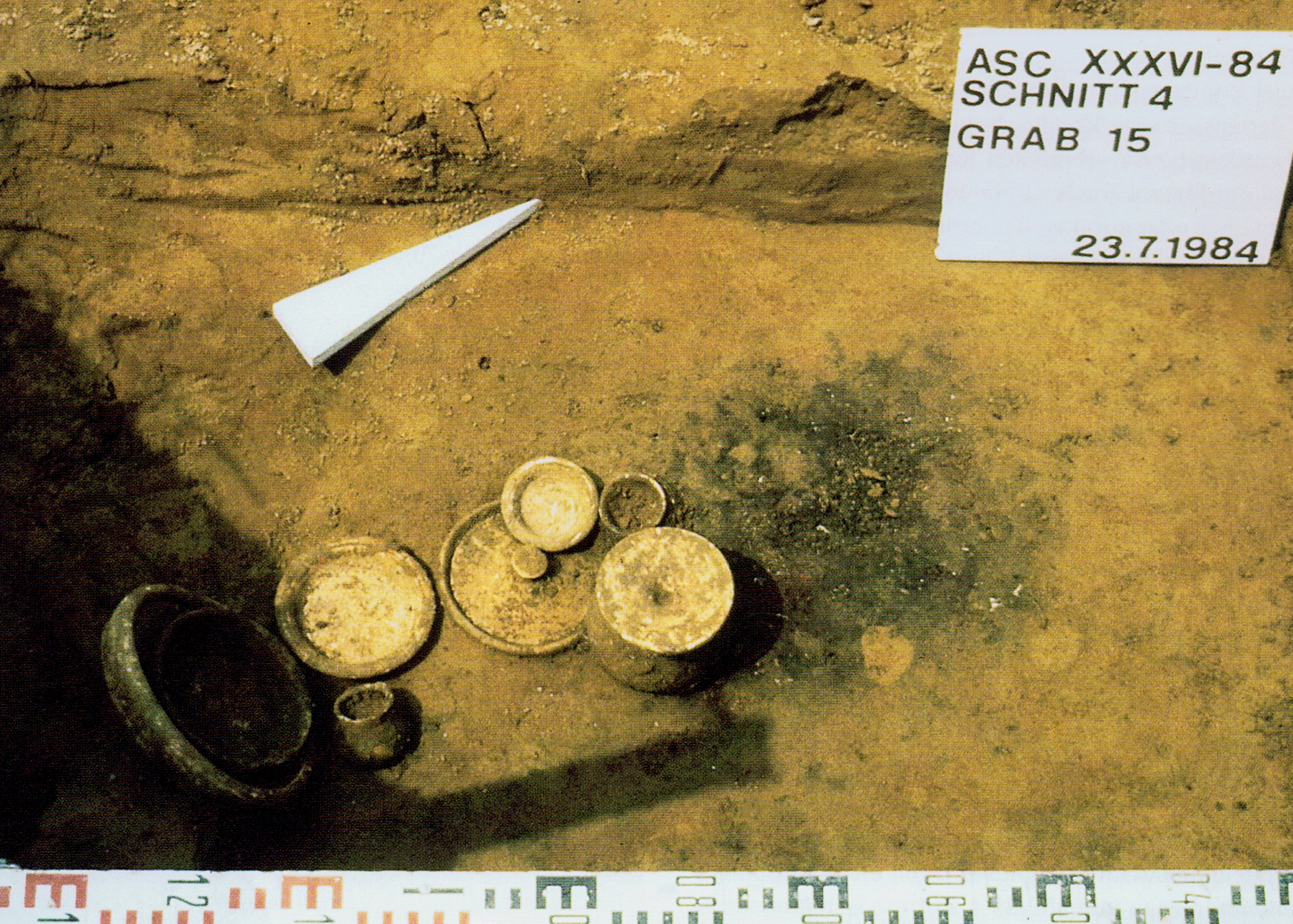
Brandschüttungsgrab in Asciburgium (Sommer 1984)

Mit Brandschüttungsgrab wird eine Grablege bezeichnet, in der die mehr oder weniger verbrannten menschlichen Knochen und Grabbeigaben oder Reste davon in einer Urne gesammelt begraben wurden. Daneben wurden auch Behälter aus organischem Material verwendet, die heute meist vergangen sind und so keinen oder nur einen minimalen archäologischen Befund ergeben. Der restliche Brandschutt des Scheiterhaufens wurde meist darum herum oder über die Urne gestreut. Diese Trennung der Asche vom Rest und die Nutzung eines Gefäßes unterscheidet das Brandschüttungsgrab vom Brandgrubengrab, in dem die Verbrennungsreste unsortiert beigesetzt wurden.
Verbreitet waren solche Gräber vor allem in vor- und frühgeschichtlicher Zeit, aber auch bei den Römern, insbesondere in kaiserzeitlichen Gräberfeldern und bis hin zur Merowingerzeit. Da die Grabgruben häufig nicht allzu tief waren, wurden wohl viele ehemalige Brandschüttungsgräber durch Bebauung, Erosion oder den Pflug zerstört.